# Damgan
Damgan [damgɑ̃] est une commune française, située dans le département du Morbihan et la région Bretagne. Elle fait également partie des 12 communes de l'intercommunalité Arc Sud Bretagne et de l'arrondissement de Vannes.
Après avoir été pendant longtemps un important lieu de transit de marchandises avec le port de Pénerf, la commune devient dans la première moitié du XXe siècle une station balnéaire et trouve dans l'activité touristique un nouveau souffle économique.

## Toponymie

### Damgan
Le nom de la localité est attesté sous la forme Damgan dès 1262.
Il s'agit d'un toponyme breton, dont les éléments ne sont pas identifiés avec certitude.
Albert Dauzat a considéré qu'il s'agissait d'un composé en Dam- mot issu du bas latin domnus « saint », suivi de jann > Yann avec mutation en [g] (comme latin Januarius > breton Genver), d'où le sens global de « Saint-Jean », cependant il ne connaissait vraisemblablement pas de forme ancienne, car Damgan est attesté avec régularité depuis 1262.
Plus vraisemblablement, il s'agit d'un composé breton, basé un élément dam signifiant « dune », associé à la forme contractée de lagan « épave », c'est-à-dire -gan, d'où le sens global « la dune aux épaves ». Ce nom peut être lié à la ligne de rochers à l’entrée de la rivière de Pénerf qui pouvait être meurtrière pour les bateaux non avertis, surtout associée aux vents dominants qui ramenaient les épaves sur la côte. Ce toponyme ferait allusion au droit d'épave, « dit droit de Lagan » qui laissait propriété au seigneur et à son découvreur, de tout ou partie des objets sans propriétaire reconnu arrivant sur les grèves avec les marées.
-gan peut aussi représenter gwenn « blanc », à moins que gan ne soit une forme mutée adoucie de kan « canal ». D'où les sens éventuels de « dune blanche » ou de « canal blanc ». François Falc'hun et Albert Dauzat voient dans Dam, une altération du latin Domnus, cela transformerait Damgan en « lieu sur le chenal ».
Le breton dam a aussi le sens de « point fort, point privilégié de la côte ». En effet, sur la côte, on trouve des rochers qui protègent de l'érosion.

### Pénerf
Le nom de la localité est attesté sous la forme Pennerz en 1261.
- Du breton Penn signifiant « tête, extrémité, pointe » et erf signifiant « chêne » soit « la pointe des chênes ».
- Du breton erf signifiant « sillon » sorte de cordon ou tombolo entre Damgan et Pénerf soit « la pointe du sillon » qui est l'hypothèse la plus vraisemblable.

## Géographie

### Situation
Damgan fait partie du Parc naturel régional du golfe du Morbihan.

Damgan est une presqu'île située entre la presqu'île de Rhuys et l'estuaire de la Vilaine. À l'ouest, la rivière de Pénerf marque la limite de la commune, l'océan Atlantique au sud, la commune d'Ambon au nord et à l'est.

### Relief et paysages

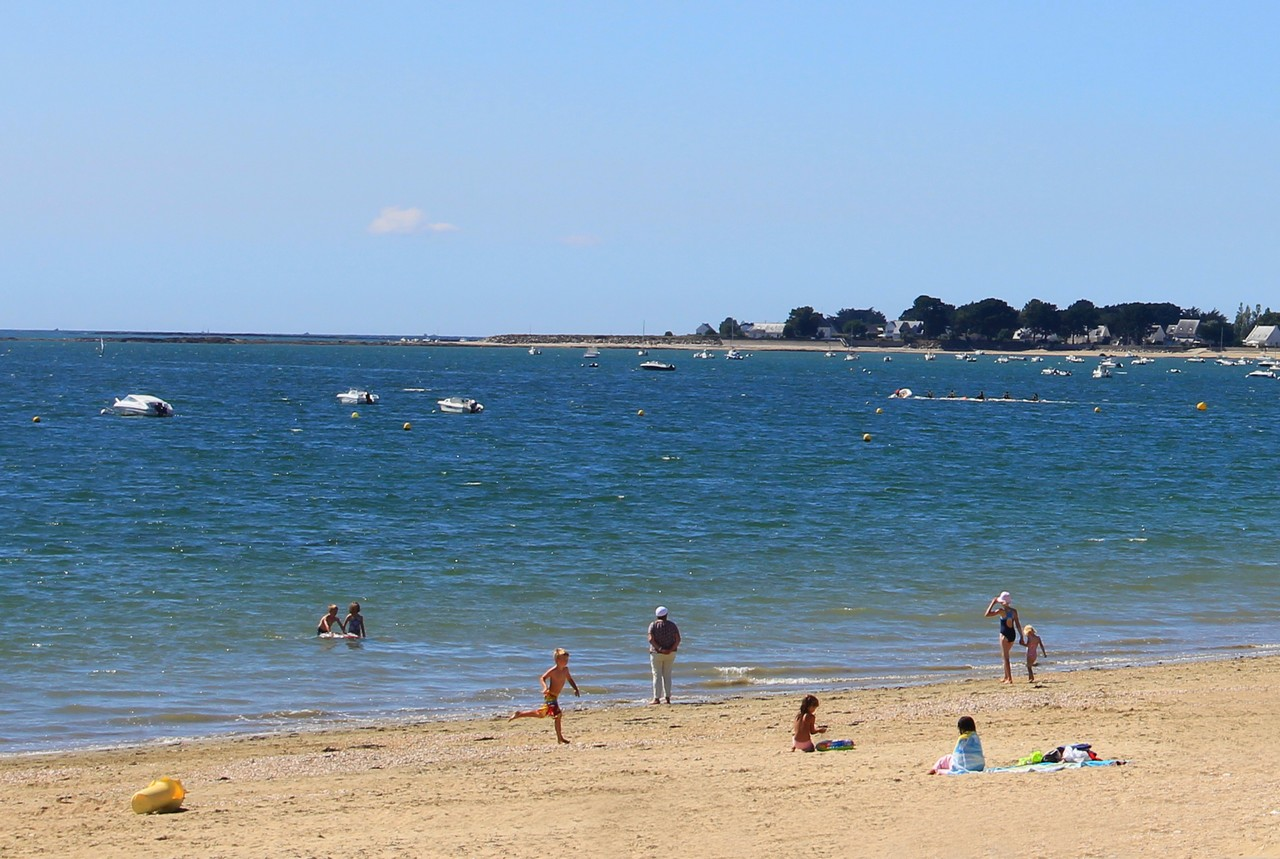
Grande Plage de Damgan.

Du fait de sa localisation sur le littoral, on retrouve essentiellement des paysages marins :
- plages : la commune cumule près de 8 km de plage avec notamment la grande plage de Damgan, et la plage de Kervoyal ;
- la ria de Pénerf s'étend entre les anciens marins salants d'Ambon jusqu'à la Pointe du Dibenn à Pénerf ;
- le marais de Saint-Guérin marque avec la pointe du Bil l'embouchure entre le tombolo de Pénerf et le continent ;
- l'étang du Loch à Kervoyal est un étang côtier naturel ;
- on retrouve de nombreuses zones rocheuses propices à la pêche à pied mais aussi de petites criques.

Depuis le littoral, on peut distinguer l'île Dumet inhabitée depuis la fin du XIXe siècle et désormais propriété du Conservatoire de l'espace littoral et des rivages lacustres qui en a fait une réserve ornithologique.
La commune de Damgan s'étendant assez peu à l'intérieur des terres, on retrouve très peu de paysages agricoles. Le remembrement a également fait disparaître bon nombre d'exploitations.
Quant à la végétation, on peut noter une importante concentration de conifères typiques de certaines régions littorales françaises.
| - Carte topographique de la commune de Damgan. |

### Le risque de submersion marine
Selon un index global correspondant à l'agrégation de 5 critères effectué en 2011 par l'Observatoire National des Risques Naturels, Damgan est, après Carnac, la deuxième commune du Morbihan la plus exposée au risque de submersion marine avec 45,10 % de sa population totale concernée et 13,95 hectares de bâti exposé au risque de submersion.

### Hydrographie
Pour un article plus général, voir Réseau hydrographique du Morbihan.
La commune est située dans le bassin Loire-Bretagne. Elle est drainée par le Penerf, le Sarzeau, le Lamblat, l'étier de Damgan, l'étier de Lic et divers autres petits cours d'eau,.
Le Pénerf, d'une longueur de 25 km, prend sa source dans la commune de Berric et se jette  dans l'Océan Atlantique en limite de Le Tour-du-Parc et de Damgan, après avoir traversé cinq communes.

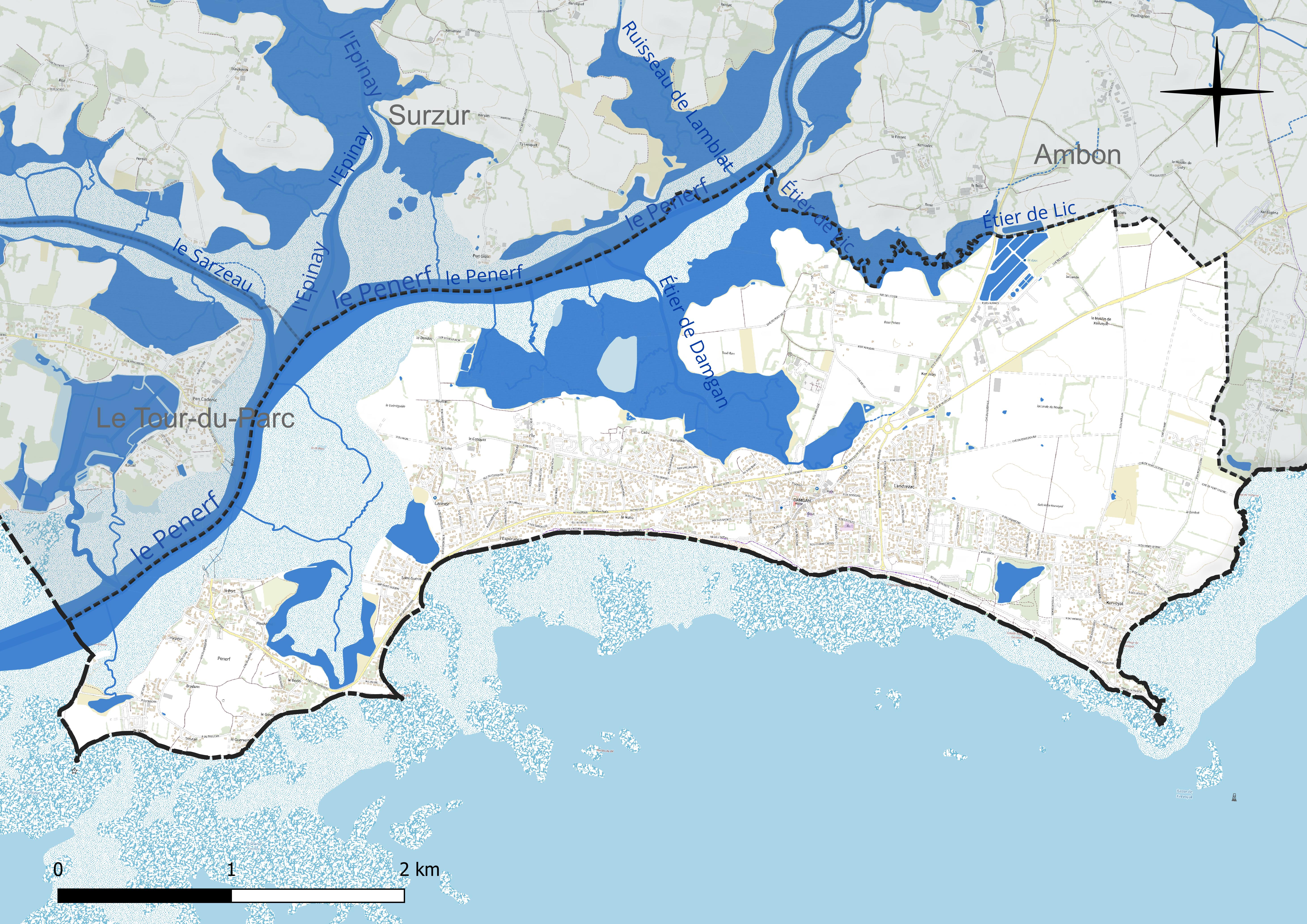
Réseau hydrographique de Damgan.

### Climat
Pour des articles plus généraux, voir Climat de la Bretagne et Climat du Morbihan.
En 2010, le climat de la commune est de type climat océanique altéré, selon une étude du CNRS s'appuyant sur une série de données couvrant la période 1971-2000. En 2020, Météo-France publie une typologie des climats de la France métropolitaine dans laquelle la commune est exposée à un climat océanique et est dans la région climatique Bretagne orientale et méridionale, Pays nantais, Vendée, caractérisée par une faible pluviométrie en été et une bonne insolation. Parallèlement l'observatoire de l'environnement en Bretagne publie en 2020 un zonage climatique de la région Bretagne, s'appuyant sur des données de Météo-France de 2009. La commune est, selon ce zonage, dans la zone « Littoral doux », exposée à un climat venté avec des étés cléments.
Pour la période 1971-2000, la température annuelle moyenne est de 12,2 °C, avec une amplitude thermique annuelle de 11,9 °C. Le cumul annuel moyen de précipitations est de 751 mm, avec 12,3 jours de précipitations en janvier et 6 jours en juillet. Pour la période 1991-2020, la température moyenne annuelle observée sur la station météorologique la plus proche, située sur la commune de Billiers à 7 km à vol d'oiseau, est de 12,4 °C et le cumul annuel moyen de précipitations est de 839,9 mm,. Pour l'avenir, les paramètres climatiques de la commune estimés pour 2050 selon différents scénarios d’émission de gaz à effet de serre sont consultables sur un site dédié publié par Météo-France en novembre 2022.

## Urbanisme

### Typologie
Au 1er janvier 2024, Damgan est catégorisée commune rurale à habitat dispersé, selon la nouvelle grille communale de densité à sept niveaux définie par l'Insee en 2022.
Elle est située hors unité urbaine et hors attraction des villes,.
La commune, bordée par l'océan Atlantique, est également une commune littorale au sens de la loi du 3 janvier 1986, dite loi littoral. Des dispositions spécifiques d’urbanisme s’y appliquent dès lors afin de préserver les espaces naturels, les sites, les paysages et l’équilibre écologique du littoral, tel le principe d'inconstructibilité, en dehors des espaces urbanisés, sur la bande littorale des 100 mètres, ou plus si le plan local d’urbanisme le prévoit.

### Occupation des sols
L'occupation des sols de la commune, telle qu'elle ressort de la base de données européenne d’occupation biophysique des sols Corine Land Cover (CLC), est marquée par l'importance des territoires agricoles (54,7 % en 2018), en diminution par rapport à 1990 (58,1 %). La répartition détaillée en 2018 est la suivante :
zones urbanisées (39,6 %), terres arables (36 %), zones agricoles hétérogènes (18,6 %), espaces verts artificialisés, non agricoles (3,4 %), zones humides côtières (2,2 %), prairies (0,1 %). L'évolution de l’occupation des sols de la commune et de ses infrastructures peut être observée sur les différentes représentations cartographiques du territoire : la carte de Cassini (XVIIIe siècle), la carte d'état-major (1820-1866) et les cartes ou photos aériennes de l'IGN pour la période actuelle (1950 à aujourd'hui).

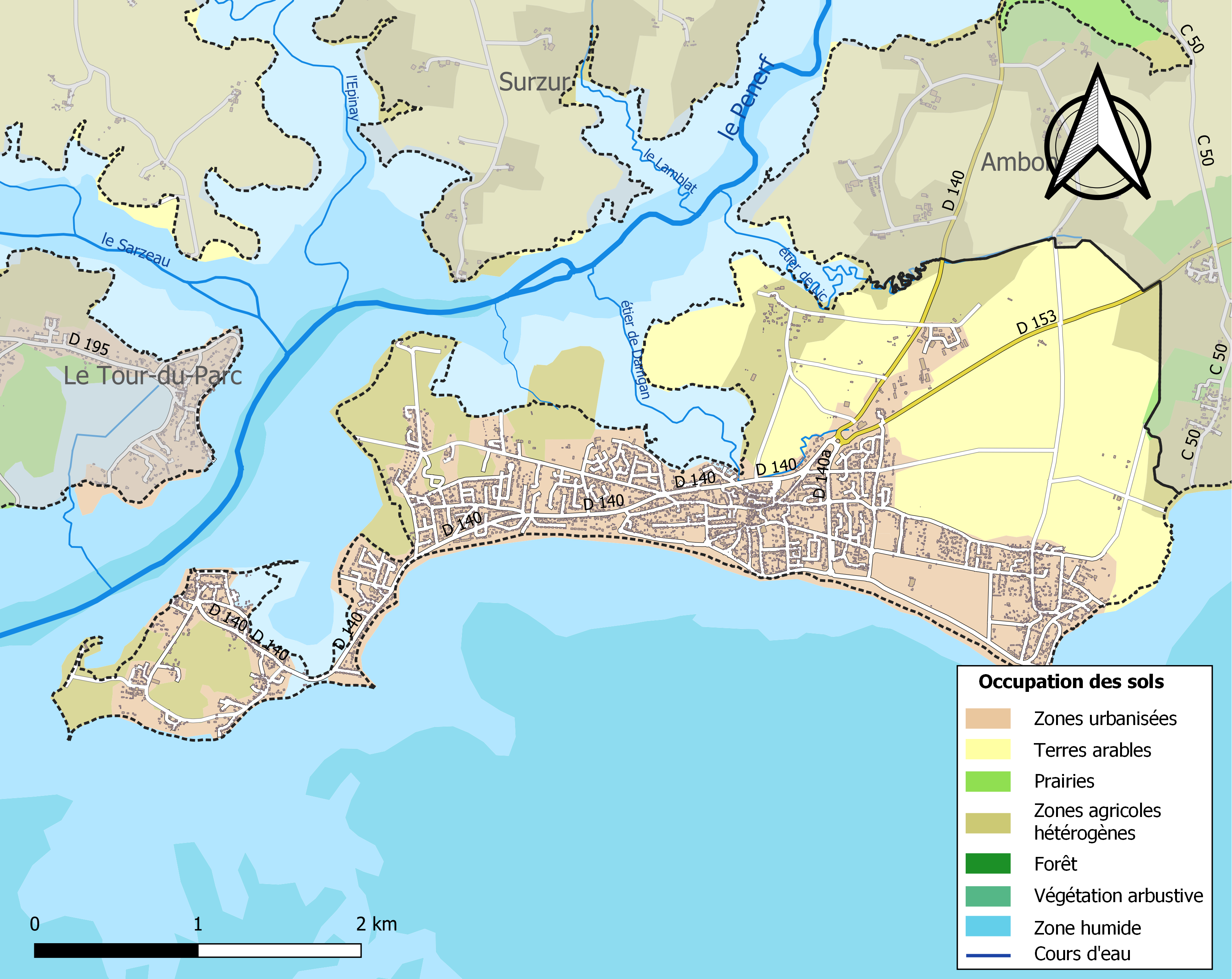
Carte des infrastructures et de l'occupation des sols de la commune en 2018 (CLC).

### Habitat
En 2019 on recensait 4 045 logements à Damgan. 990 logements étaient des résidences principales (24,5 %), 2999 des résidences secondaires (74,1 %) et 56 des logements vacants (1,4 %). Sur ces 4 045 logements, 3095 étaient des maisons (76,5 %) contre 946 seulement des appartements (23,4 %). Sur les 905 résidences principales, 56 avaient été construites avant 1919, soit un taux de 6,2 %. Le tableau ci-dessous présente la répartition en catégories et types de logements à Damgan en 2019 en comparaison avec celles du Morbihan et de la France entière.
|                                                         | Damgan | Morbihan | France entière |
| ------------------------------------------------------- | ------ | -------- | -------------- |
| Résidences principales (en %)                           | 24,5   | 74,9     | 82,1           |
| Résidences secondaires et logements occasionnels (en %) | 74,1   | 17,9     | 9,8            |
| Logements vacants (en %)                                | 1,4    | 16,2     | 8,1            |

## Histoire

### Préhistoire
La présence d'un dolmen à Kervoyal (aujourd'hui disparu) et la découverte d'outils biface prouve que la région fut habitée de façon temporaire ou bien permanente dès la préhistoire.

### Antiquité
La découverte d'outils à Kervoyal attestent avec certitude de la présence de l'homme dans cette région entre -900 à -600.

### Moyen Âge
Au VIe siècle, le territoire est associé au moine irlandais Sauveur, le même qui fonda l'abbaye Saint-Sauveur à Redon. La tradition locale associe d'ailleurs Kervoyal à ce moine.
À cette époque, Damgan fait partie intégrante de la paroisse d'Ambon. Le territoire est mentionné pour la première fois à travers Pénerf dans un acte du XIIIe siècle sous le règne de Jean Ier Le Roux.

### Époque moderne
Du XVe au XVIIIe siècle, le port de Pénerf devient un port important en Bretagne. Le XVIe siècle est d'ailleurs l’âge d’or pour Pénerf qui est alors le quatrième port breton.
Ses bateaux vont de Bordeaux à Rouen, de Cadix en Norvège. Entre 1554 et 1557, Pénerf est le port breton dont les vaisseaux sont les plus nombreux à fréquenter Nantes (Skol Vreiz, 1986). Des navires viennent des pays nordiques (sel utilisé pour la conservation des aliments, notamment le poisson). Les marins de la rivière de Pénerf étaient spécialisés dans le commerce et on y retrouvait peu de pêcheurs sinon des pêcheurs de morue à Terre-Neuve au XVIIe siècle. Le maître de barque et deux ou trois mariniers partent avec du sel ou des céréales et reviennent avec du vin, des ardoises, des pierres de taille de Loire ou du fer d’Espagne.
L’augmentation du tonnage des bateaux rend impossible l’entrée dans la rivière de Pénerf : l’activité du port se réduit aux échanges de proximité. Le XVIIIe siècle fut celui des salines, même si elles étaient déjà présentes auparavant : les plus anciens documents citent Brouël. Au XVIIIe et au début du XIXe siècle : le sel est un élément majeur du trafic portuaire de Pénerf, transport par cabotage vers la Vilaine (Redon) et la Loire (Nantes).
Jusqu'à la fin du XIXe siècle, on compte des salines dans les marais salants de la rivière de Pénerf. Aujourd'hui disparues, on peut encore distinguer les reliefs des différents bassins.

### Époque contemporaine
De nombreux changements interviennent au cours du XIXe siècle. Damgan se détache de la tutelle d'Ambon : paroisse à part entière en 1820 puis acquiert le statut de commune en 1824. La géologie particulière de la rivière (ou ria) de Pénerf permet l'implantation d'un premier parc ostréicole en 1858. La même année est inaugurée la 1re école de la commune puisque les élèves se rendaient auparavant à Ambon.
L'industrie du sel, particulièrement florissante au XVIIIe siècle, déclina au cours du XIXe siècle. L’abolition de la taxe sur le sel en 1848 et l’autorisation d’importer marquent leur déclin pour disparaître vers 1922 à Damgan et 1930 à Ambon. Sur la rivière de Pénerf, le nombre d’œillets était d’environ 2 780 dont 480 à Damgan avec 121 paludiers dont 10 à Damgan. Seuls quelques marais salants à Billiers étaient encore en exploitation durant la Seconde Guerre mondiale.

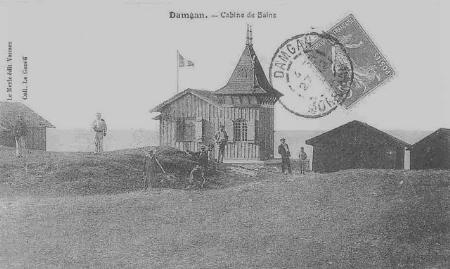
Cabine de bains à Damgan.

Le XIXe siècle est cependant marqué par un long déclin de l'activité portuaire à Pénerf puisque le transport par chemin de fer se révélait plus économique que le cabotage. L'activité salicole qui disparaît également peu à peu termine d'éteindre l'activité du port.
Les premiers baigneurs sont signalés en 1860 et les premières cabines apparaissent en 1877. Ces touristes, rares avant la seconde guerre mondiale, entreprennent la construction de villas (Kerhabert, villa Sainte-Anne, Kerfleuret, etc.) et des hôtels sont construits pour accueillir cette clientèle venue pour les bains. Les touristes arrivent en nombre dans la seconde moitié du XXe siècle permettant ainsi à la commune reprendre un nouvel essor économique avec son développement en tant que station balnéaire. 
Aujourd'hui encore, son économie est essentiellement tournée vers le secteur touristique.
Jusqu'au début du XXe siècle, la langue traditionnelle des Damganais était le breton, dont la variante locale a notamment été étudiée par le linguiste Pierre Le Roux dans son Atlas linguistique de la Basse-Bretagne. Ce dernier signale néanmoins déjà en 1913 que « seuls les personnes de plus 50 ans savent le breton ».

## Politique et administration
| Période                                  | Période  | Identité           | Étiquette   | Qualité |
| ---------------------------------------- | -------- | ------------------ | ----------- | ------- |
| novembre 1947                            | 1971     | Alexandre Tiffoche | Rép. Indép. |         |
| Les données manquantes sont à compléter. |          |                    |             |         |
| mars 2001                                | mai 2014 | Alain Daniel       | UMP         |         |
| mai 2014 Réélu en 2020                   | En cours | Jean-Marie Labesse |             |         |
| Les données manquantes sont à compléter. |          |                    |             |         |

## Démographie
L'évolution du nombre d'habitants est connue à travers les recensements de la population effectués dans la commune depuis 1831. Pour les communes de moins de 10 000 habitants, une enquête de recensement portant sur toute la population est réalisée tous les cinq ans, les populations de référence des années intermédiaires étant quant à elles estimées par interpolation ou extrapolation. Pour la commune, le premier recensement exhaustif entrant dans le cadre du nouveau dispositif a été réalisé en 2005.

En 2022, la commune comptait 1 930 habitants, en évolution de +13,53 % par rapport à 2016 (Morbihan : +3,82 %, France hors Mayotte : +2,11 %).
| 1831  | 1836  | 1841  | 1846  | 1851  | 1856  | 1861  | 1866  | 1872  |
| ----- | ----- | ----- | ----- | ----- | ----- | ----- | ----- | ----- |
| 1 424 | 1 456 | 1 399 | 1 398 | 1 500 | 1 534 | 1 568 | 1 571 | 1 500 |

| 1876  | 1881  | 1886  | 1891  | 1896  | 1901  | 1906  | 1911  | 1921 |
| ----- | ----- | ----- | ----- | ----- | ----- | ----- | ----- | ---- |
| 1 481 | 1 470 | 1 325 | 1 303 | 1 323 | 1 229 | 1 368 | 1 122 | 973  |

| 1926 | 1931 | 1936 | 1946 | 1954 | 1962 | 1968 | 1975 | 1982 |
| ---- | ---- | ---- | ---- | ---- | ---- | ---- | ---- | ---- |
| 909  | 901  | 926  | 930  | 839  | 816  | 814  | 874  | 905  |

| 1990  | 1999  | 2005  | 2006  | 2010  | 2015  | 2020  | 2022  | - |
| ----- | ----- | ----- | ----- | ----- | ----- | ----- | ----- | - |
| 1 032 | 1 327 | 1 443 | 1 456 | 1 625 | 1 703 | 1 908 | 1 930 | - |

## Économie
Le tourisme n'est pas la seule activité de la commune, puisqu'il existe une importante activité ostréicole dans la rivière de Pénerf. L'huître locale est appelée La Pénerfine.

## Sport

### Équipements sportifs
- Salle multisports du Loch
- Courts de tennis du Loch
- Terrain de basket
- Skate park
- Écoles de voile

### Sentiers de randonnée
- GR 349 Rhuys-Vilaine (296 km) : ce sentier traverse la Presqu'île de Rhuys et passe par le littoral damganais. Depuis la commune du Tour-du-Parc, il est possible de prendre un passeur à la cale de Pencadennic et rejoindre directement le port de Pénerf. À noter que ce GR permet de compléter le tour de Bretagne à pied.
- PR Circuit du littoral (21 km) : ce sentier longe l'ensemble de la côte damganaise depuis le port de Pénerf jusqu’à la pointe de Kervoyal. Puis il continue à l'intérieur des terres, longe une petite partie de la rivière de Pénerf et s'achève au niveau du marais de Saint-Guérin.
- VTT Circuit de 22 km : ce sentier part du bourg de Damgan pour se diriger ensuite dans l'intérieur des terres et la commune d'Ambon.
- Circuit vélo (10 km environ) : ce sentier longe le littoral et emprunte une partie du PR.

## Culture et patrimoine

### Lieux et monuments

#### Patrimoine matériel

##### Patrimoine civil
- Tour des Anglais

Située sur la presqu'île de Pénerf, c'est la seule tour à feu conservée sur le littoral atlantique. La tour fait l’objet d’une inscription au titre des monuments historiques depuis le 22 octobre 1997.
- Moulin de Kervoyal

Moulin à vent édifié en 1705 sur l'emplacement d'un autre plus ancien. Il fut déclaré bien national durant la Révolution française puis racheté quelques années après. Le chef chouan Georges Cadoudal s’y serait réfugié en 1795. Exploité durant de nombreuses décennies puis laissé à l'abandon, il fut rehaussé au début du XXe siècle puis restauré au début les années 1990 par l'association locale les Amis de Kervoyal.
- Maisons du XVIIe siècle

On retrouve quelques chaumières bretonnes notamment à Kervoyal.
- Villas du XIXe - XXe siècle

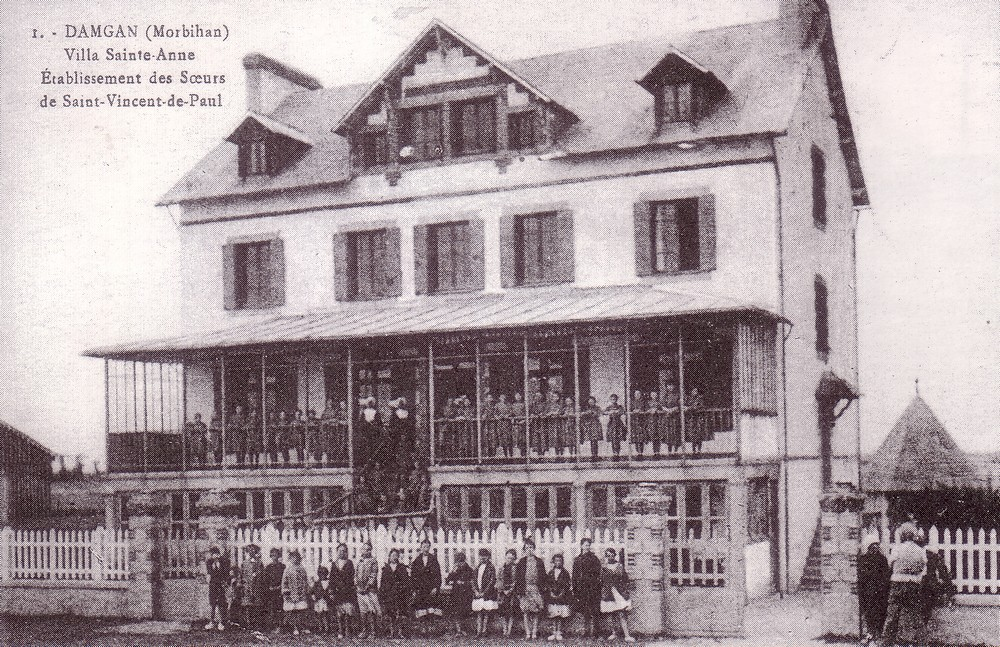
Villa Sainte-Anne.

Villa Ker-Fleuret : située à Kervoyal, elle est bâtie en 1896 par Lucien Mérignac, un célèbre escrimeur d'où le nom de Fleuret. L'écrivain français Hervé Bazin y séjourna pendant quelque temps.
- Villa Sainte-Anne : située à Damgan, c'est un villa au style classique des villas de front de mer avec un parvis surélevé. Elle appartenait autrefois aux sœurs de Saint-Vincent-de-Paul de Redon qui y accueillaient des orphelines.
- Villa Toul-Menez : située à Kervoyal, Guillaume Apollinaire a séjourné dans cette villa pendant l'été 1918.

##### Patrimoine religieux
- L'église Notre-Dame-de-Bonne-Nouvelle

Située à Damgan, c'est un édifice de style néo-roman bâti par la ville en 1843 sur l'emplacement de l'ancienne chapelle dont l'état était jugé alarmant. Des travaux importants sont effectués en 1954 afin de consolider certaines parties de l'édifice qui menaçaient de s'effondrer.
- L'église Saint-Pierre de Penerf

Située à Pénerf, sa construction remonte au XVIIe siècle et remplace probablement une construction plus ancienne. Le lieu étant déjà habité depuis longtemps et formait une entité propre, Pénerf a obtenu le statut de paroisse en 1843 dans Damgan. Elle est agrandie par l’adjonction d’une chapelle dédiée à la Vierge et clocher remanié. Les ailes nord et sud sont ajoutées en 1853 et 1848 puis l'église est restaurée au XIXe siècle.
- La chapelle Notre-Dame de la Paix

Située à Kervoyal, une première chapelle privée fut construite en 1924 mais fut détruite pendant la Seconde Guerre mondiale en 1942. Une nouvelle chapelle fut bâtie sur un nouveau site entre 1950 et 1956.

##### Patrimoine militaire
- Canon du XVIIIe siècle

Il provient du vaisseau Le Juste coulé durant la bataille des Cardinaux en 1759 et dont on retrouve dans la région (La Roche-Bernard, Arzal, Le Croisic...) beaucoup de canons issus de bateaux coulés durant cette bataille. Lorsque Le Juste coula, 130 membres d'équipage furent sauvés par un capitaine originaire de Pénerf. En 1992, la Marine Indret offre ce canon à la municipalité en souvenir de cet épisode.

#### Patrimoine naturel
- Les plages de Damgan et de Kervoyal.
- Rivière de Penerf.
- Marais de Saint-Guérin.

### Manifestations
- Marché traditionnel (tous les samedis matin, plus le mardi matin durant la saison estivale) et marché  artisanal le mercredi soir en période estivale.
- Fête de la Mer à Pénerf (tous les ans en août).
- Triathlon de Damgan (tous les ans en juin)[35].

### Héraldique
|  | Les armoiries de Damgan se blasonnent ainsi : D’azur à une ancre de sable, une tour d’argent ouverte, maçonnée et ajourée de sable brochante. Conc. M. Santag. |